# Université d'État de Perm
L'université d'État de Perm (en russe : Université d’Etat de Perm, PSU) est une université situé à Perm dans le kraï de Perm en Russie, fondée le 14 octobre 1916 , l'université classique de la ville de Perm est l'un des universités nationales de recherches de la Russie. la première institution des études supérieures dans l'Oural.

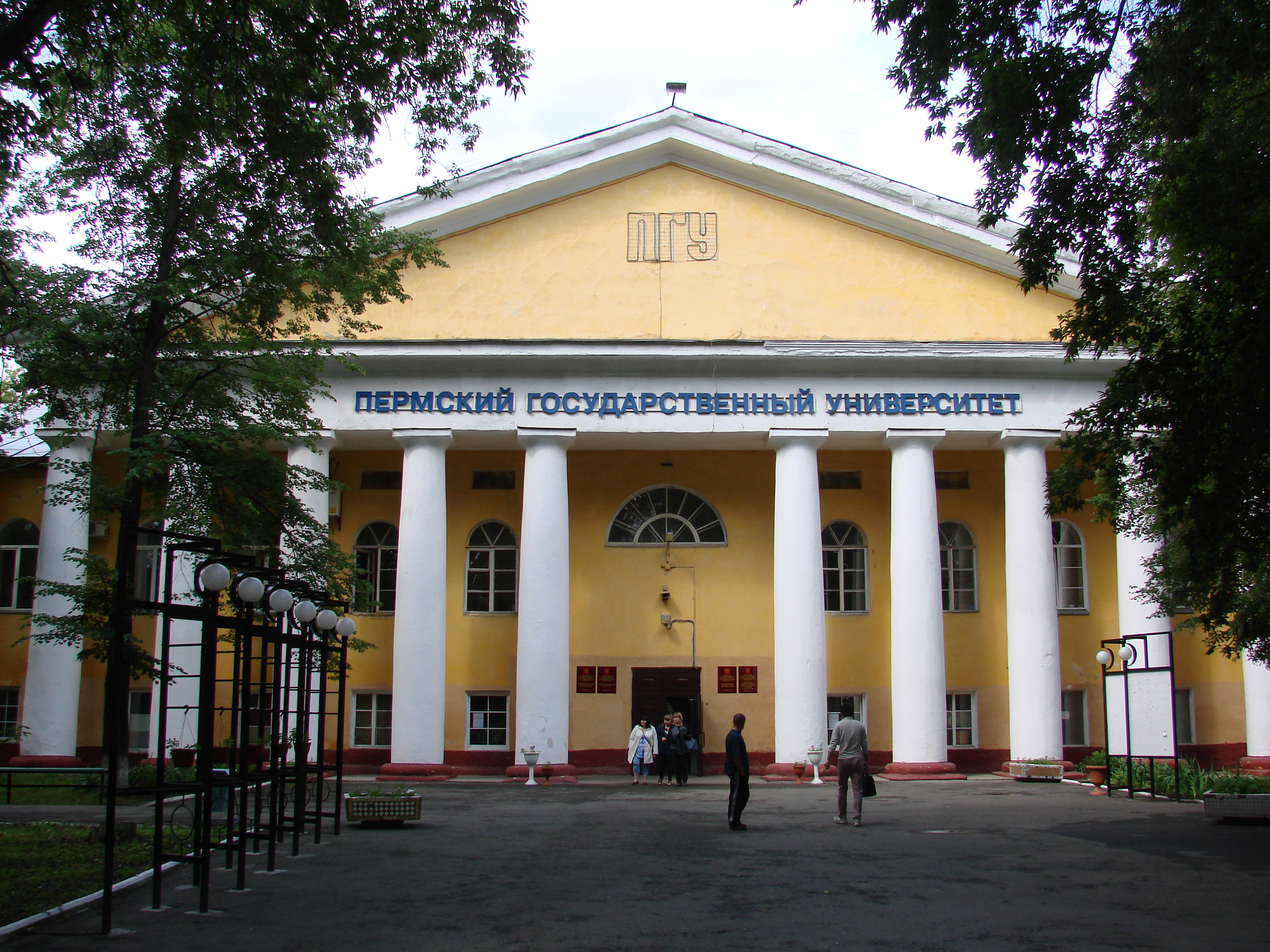

## Histoire
L'Université d'État de Perm a été fondée le 14 octobre 1916. Ses origines résident dans l'ouverture d'une succursale de l'Université de Saint-Pétersbourg dans la ville de Perm. Cette décision du gouvernement russe était en phase avec la stratégie de développement culturel et géopolitique de la région économique de l'Oural. L'idée d'un centre d'enseignement supérieur dans l'Oural a été soutenue par D.I. Mendeleev, A. S.Popov, D.N. Mamin-Sibiryak, A. G.Denisov-Uralsky et d'autres personnalités éminentes.
Le 20 septembre 2021, l'université est la cible d'une fusillade commise par l'un de ses étudiants.

## Université moderne
À ce jour, l'Université comprend 12 facultés:
- faculté de biologie ;
- faculté de géographie ;
- faculté de géologie ;
- faculté d'histoire et de sciences politiques ;
- faculté de mécanique et de mathématiques ;
- faculté des langues et littératures étrangères modernes ;
- faculté de physique ;
- faculté de philosophie et de sociologie ;
- faculté des lettres ;
- faculté de chimie ;
- faculté d'économie ;
- faculté de droit.

L'Université de Perm coopère avec des partenaires étrangers et des organisations internationales, dans le cadre de laquelle les enseignants et les étudiants du UEP sont envoyés en mission à l'étranger dans le cadre de programmes à long terme avec des universités d'autres pays et des organisations internationales. Perm est visité par des enseignants et des étudiants d'autres universités.
Les partenaires de l'Université sont l'Université d'Oxford (Royaume-Uni), un certain nombre de centres universitaires français (Université d'Aix-Marseille, Pau, Nancy I), des universités américaines (Louisville), des pays d'Europe centrale et d'Australie. L'Université collabore avec la Commission européenne, la Banque mondiale, le ministère de la science et de la culture du Land de basse-Saxe et plusieurs autres organisations.

## Anciens élèves et professeurs
- Vladimir Beklemichev, zoologiste russe et soviétique.
- Abram Besicovitch, mathématicien, qui a surtout travaillé en Angleterre.
- Gueorgui Bourkov, acteur et metteur en scène soviétique, apparu dans 70 films entre 1967 et 1988.
- Alexandre Friedmann, physicien, mathématicien et cosmologiste, il est l'un des trois « pères » de l'expansion de l'univers, avec Georges Lemaître et George Gamow, un de ses élèves (voir la métrique de Friedmann-Lemaître-Robertson-Walker).
- Igor Makarikhine, physicien russe, ancien élève, professeur et recteur de l'université.
- Grigory Shajn,  un astronome.
- Jacob Tamarkin, un mathématicien russo-américain connu pour ses travaux en analyse.
- Ivan Vinogradov, un mathématicien et un académicien russe soviétique, spécialiste de la théorie analytique des nombres.
- Augustinas Voldemaras, scientifique lituanien, un homme d'État lituanien, Premier ministre en 1918, de nouveau de 1926 à 1929.
- Mark Zakharov, un scénariste et réalisateur.